# کریستین بونینو
کریستین بونینو (ایتالیایی: Cristian Bunino؛ زادهٔ ۲۷ اوت ۱۹۹۶) بازیکن فوتبال اهل ایتالیا است.

## باشگاهی
از باشگاه‌هایی که بونینو در آن بازی کرده‌است می‌توان به باشگاه فوتبال لیورنو، باشگاه فوتبال پرو ورچلی، باشگاه فوتبال یوونتوس، باشگاه فوتبال روبور سیه‌نا و باشگاه فوتبال آلساندریا اشاره کرد.

## تیم ملی
وی همچنین در تیم ملی فوتبال زیر ۱۹ سال ایتالیا بازی کرده‌است.